# Episodi di Doctor Who (serie televisiva 1963) (diciottesima stagione)
Questa voce contiene l'elenco dei 28 episodi della diciottesima stagione della serie TV Doctor Who, l'ultima interpretata da Tom Baker nel ruolo del Quarto Dottore: egli è tuttora, con i suoi sette anni nella parte, l'attore che più a lungo ha interpretato questo ruolo. Nella parte finale di Logopolis IV, compare brevemente per la prima volta Peter Davison nel ruolo del Quinto Dottore.
Un filo conduttore incentrato sul tema dell'entropia lega tutti gli episodi qui elencati, le cui vicende si allacciano senza soluzione di continuità. Questa impostazione, già seguita nelle primissime stagioni, verrà mantenuta fino alla ventesima, anche tra episodi di differenti stagioni.
Gli episodi di questa stagione sono andati in onda nel Regno Unito dal 30 agosto 1980 al 21 marzo 1981 e sono del tutto inediti in Italia. Come per tutte le stagioni della serie classica, gli episodi vengono suddivisi in "macrostorie" (in inglese, serial) con una propria continuità narrativa e un proprio titolo, qui indicato nella colonna "Titolo serial" della tabella.
| nº | Titolo originale         | Titolo italiano | Prima TV UK       | Prima TV Italia | Titolo serial        |
| -- | ------------------------ | --------------- | ----------------- | --------------- | -------------------- |
| 1  | The Leisure Hive I       |                 | 30 agosto 1980    |                 | The Leisure Hive     |
| 2  | The Leisure Hive II      |                 | 6 settembre 1980  |                 | The Leisure Hive     |
| 3  | The Leisure Hive III     |                 | 13 settembre 1980 |                 | The Leisure Hive     |
| 4  | The Leisure Hive IV      |                 | 20 settembre 1980 |                 | The Leisure Hive     |
| 5  | Meglos I                 |                 | 27 settembre 1980 |                 | Meglos               |
| 6  | Meglos II                |                 | 4 ottobre 1980    |                 | Meglos               |
| 7  | Meglos III               |                 | 11 ottobre 1980   |                 | Meglos               |
| 8  | Meglos IV                |                 | 18 ottobre 1980   |                 | Meglos               |
| 9  | Full Circle I            |                 | 25 ottobre 1980   |                 | Full Circle          |
| 10 | Full Circle II           |                 | 1º novembre 1980  |                 | Full Circle          |
| 11 | Full Circle III          |                 | 8 novembre 1980   |                 | Full Circle          |
| 12 | Full Circle IV           |                 | 15 novembre 1980  |                 | Full Circle          |
| 13 | State of Decay I         |                 | 22 novembre 1980  |                 | State of Decay       |
| 14 | State of Decay II        |                 | 29 novembre 1980  |                 | State of Decay       |
| 15 | State of Decay III       |                 | 6 dicembre 1980   |                 | State of Decay       |
| 16 | State of Decay IV        |                 | 13 dicembre 1980  |                 | State of Decay       |
| 17 | Warriors' Gate I         |                 | 3 gennaio 1981    |                 | Warriors' Gate       |
| 18 | Warriors' Gate II        |                 | 10 gennaio 1981   |                 | Warriors' Gate       |
| 19 | Warriors' Gate III       |                 | 17 gennaio 1981   |                 | Warriors' Gate       |
| 20 | Warriors' Gate IV        |                 | 24 gennaio 1981   |                 | Warriors' Gate       |
| 21 | The Keeper of Traken I   |                 | 31 gennaio 1981   |                 | The Keeper of Traken |
| 22 | The Keeper of Traken II  |                 | 7 febbraio 1981   |                 | The Keeper of Traken |
| 23 | The Keeper of Traken III |                 | 14 febbraio 1981  |                 | The Keeper of Traken |
| 24 | The Keeper of Traken IV  |                 | 21 febbraio 1981  |                 | The Keeper of Traken |
| 25 | Logopolis I              |                 | 28 febbraio 1981  |                 | Logopolis            |
| 26 | Logopolis II             |                 | 7 marzo 1981      |                 | Logopolis            |
| 27 | Logopolis III            |                 | 14 marzo 1981     |                 | Logopolis            |
| 28 | Logopolis IV             |                 | 21 marzo 1981     |                 | Logopolis            |

## The Leisure Hive
- Diretto da: Lovett Bickford
- Scritto da: David Fisher
- Dottore: Quarto Dottore (Tom Baker)
- Compagni di viaggio: Romana (Lalla Ward), K-9 Mk. II (voce: John Leeson)

### Trama
Volendosi concedere una vacanza, il Dottore e Romana viaggiano fino al celebre "Leisure Hive" su Argolis, un pianeta devastato anni prima da una guerra nucleare con i rettiliani Foamasi. L'attrazione principale di Hive è un dispositivo chiamato "Tachyon Recreation Generator", ma quando le cose iniziano misteriosamente ad andare male con la macchina, il Dottore si rende conto che il male è nei paraggi. Lui e Romana cominciano a svelare una cospirazione intricata che potrebbe portare a una nuova, micidiale guerra tra gli Argolin e i Foamasi.

## Meglos
- Diretto da: Terence Dudley
- Scritto da: John Flanagan & Andrew McCulloch
- Dottore: Quarto Dottore (Tom Baker)
- Compagni di viaggio: Romana (Lalla Ward), K-9 Mk. II (voce: John Leeson)

### Trama
Il Dottore è richiamato sul pianeta Tigella, dove la popolazione è divisa tra fazioni religiose e scientifiche. Qualcosa va terribilmente storto con la principale fonte di energia di Tigella, il "Dodecaedro", ma ai Savant ("gli scienziati") viene impedito di indagare dagli zelanti Deon (i fanatici "religiosi"). A peggiorare le cose, prima che il Dottore possa risolvere il problema con il Dodecaedro, viene accusato del suo furto. Il vero colpevole è Meglos, un mutaforma Zolfa-Thuran, che intende scatenare tutta la potenza del Dodecaedro sull'universo.

## Full Circle
- Diretto da: Peter Grimwade
- Scritto da: Andrew Smith
- Dottore: Quarto Dottore (Tom Baker)
- Compagni di viaggio: Romana (Lalla Ward), Adric (Matthew Waterhouse), K-9 Mk. II (voce: John Leeson)

### Trama
Romana viene richiamata a Gallifrey, ma mentre si trova in viaggio, il TARDIS viene risucchiato in un altro universo, chiamato "E-Space". Atterrando sul pianeta Alzarius, il Dottore incontra un gruppo di umani che stanno cercando di ricostruire la loro navicella spaziale, schiantatasi varie generazioni fa, in modo da poter tornare al loro pianeta nativo. Quando i Marshmen, esseri mostruosi simili a uomini-pesce, iniziano a sorgere dalle paludi durante il temuto periodo di Mistfall; il Dottore si rende conto che c'è qualcosa di sbagliato su Alzarius, ed inizia a risolvere un indovinello genetico che risale a secoli prima.

## State of Decay
- Diretto da: Peter Moffatt
- Scritto da: Terrance Dicks
- Dottore: Quarto Dottore (Tom Baker)
- Compagni di viaggio: Romana (Lalla Ward), Adric (Matthew Waterhouse), K-9 Mk. II (voce: John Leeson)

### Trama
Ancora intrappolato nell'E-Space, il TARDIS si materializza su un pianeta medievale. I cittadini vivono nel timore dei "Tre che regnano", potenti esseri che governano dal loro possente castello. Investigando, il Dottore scopre che i tre sono antichi astronauti trasformatisi in vampiri molto tempo fa, e il loro castello è in realtà la loro vecchia astronave. Quando Romana ed Adric vengono rapiti, il Dottore deve allearsi con una banda di contadini rinnegati per fermare la risurrezione di uno dei più grandi nemici di Gallifrey: il Grande Vampiro stesso.

## Warrior's Gate
- Diretto da: Paul Joyce & Graeme Harper
- Scritto da: Stephen Gallagher
- Dottore: Quarto Dottore (Tom Baker)
- Compagni di viaggio: Romana (Lalla Ward), Adric (Matthew Waterhouse), K-9 Mk. II (voce: John Leeson)

### Trama
Tentando di fuggire dall'E-Space, il Dottore, Romana, Adric e K-9 atterrano invece in un inquietante spazio vuoto bianco la cui unica caratteristica è la presenza di una vecchia fortezza in rovina. Intrappolatata anch'essa nel vuoto c'è una nave corsara capitanata dal crudele Rorvik, il cui pilota, il leonino Tharil Biroc, scappa ed attira il Dottore nell'ingresso della fortezza. Lì, il Dottore è testimone dell'ascesa e caduta del potente impero dei Tharil. Egli si rende conto sia necessario liberare i Tharil ridotti in schiavitù sulla nave pirata, e fuggire attraverso il portale spazio-temporale, prima che le azioni vendicative di Rorvik li distruggano tutti per sempre.

## The Keeper of Traken
- Diretto da: John Black
- Scritto da: Johnny Byrne
- Dottore: Quarto Dottore (Tom Baker)
- Compagni di viaggio: Adric (Matthew Waterhouse)

### Trama
L'Unione di Traken è governata dal "Custode", essere dotato dei poteri della Sorgente. L'attuale Custode si sta avvicinando alla fine del suo mandato di mille anni, e chiede al Dottore ed Adric - appena fuggiti da E-Space - di andare su Traken e fermare un'entità malvagia che crede stia tramando per distruggere l'Unione. Ma la fonte del male, il Melkur, si è già infiltrata nei Consoli di Traken, e il Dottore viene dichiarato un criminale e messo fuorilegge. Alleandosi con il Console Tremas e sua figlia, Nyssa, il Signore del Tempo deve scoprire il vero potere nascosto dietro il Melkur - qualcuno che conosce il Dottore da molto tempo...

## Logopolis
- Diretto da: Peter Grimwade
- Scritto da: Christopher H. Bidmead
- Dottore: Quarto Dottore (Tom Baker), Quinto Dottore (Peter Davison)
- Compagni di viaggio: Adric (Matthew Waterhouse), Nyssa (Sarah Sutton), Tegan Jovanka (Janet Fielding)

### Trama
Dopo che sua zia è stata assassinata dal Maestro, Tegan Jovanka, hostess di una compagnia aerea, diventa un'inconsapevole clandestina a bordo del TARDIS mentre esso viaggia verso il pianeta Logopolis. Lì, il Dottore scopre che l'interferenza del Maestro con la matematica avanzata dei Logopolitani ha scatenato un'ondata di entropia che minaccia di consumare l'intero universo. I due Signori del Tempo si alleano malvolentieri, insieme ad Adric, Tegan, e Nyssa, che si è recata a Logopolis per confrontarsi con il Maestro. La loro unica speranza si trova sulla Terra... ma, nel momento di maggiore crisi, il Maestro gioca la sua carta vincente. Al termine della vicenda, il Quarto Dottore, rimasto gravemente ferito dopo una caduta, si rigenera nel Quinto Dottore.